# Les.R
Les.R（レ・アール）は、姉Sumikaと妹Yukaの姉妹で構成される尼崎市出身音楽ユニット。Yukaは、ヤマハ音楽教室ジュニア専門コース出身。2004年、エピックレコードジャパンよりメジャー・デビュー。

## 略歴
2000年10月、ユニット結成。ユニット名は二人の両親が中央卸売市場で青果店を経営していることから、「中央市場」を意味するフランス語"les. halle"の造語で付けられた。ミニ・アルバム「to・re・zo・wa1」発表。
2001年3月、『センバツバーニングスタジアム』（毎日放送）の主題歌に「卒業」が使われ、キャスターとしても出演。またSumikaはMBSラジオ『AM808。マジっすよ!』でシャンプーハットと番組を担当。『AM808。マジっすよ!』の前の帯の番組『オレたちやってま～す』」の藤井隆や林原めぐみらと絡むこともしばしばあった。
2001年秋、ミニ・アルバム「to・re・zo・wa2」発表。
2002年3月、毎日放送系『センバツバーニングスタジアム』主題歌に「青春の日」が使用される。4月、TBS系「ソウル国際女子駅伝」のテーマソングに「GOAL」（「to・re・zo・wa3」収録曲）が使用される。夏、ミニ・アルバム「to・re・zo・wa3」発表。
2003年1月、「no title」発表。
2004年8月、エピックレコードジャパンより「赤い糸」でメジャー・デビュー。同曲は毎日放送・TBS系ドラマ30「虹のかなた」主題歌。着メロ1位・着うた22位・20,000ダウンロード・有線チャート8位・首都圏オンエアチャート1位。11月「恋しくて…。」発表。同曲は「SDガンダムフォース」第4期エンディング曲。
2005年2月、「卒業」発表。『音楽戦士 MUSIC FIGHTER』（日本テレビ系）で青木さやか、キングコングなどとミュージック・ビデオ撮りなどの企画を行う。7月、「恋の魔法」発表。9月、メジャー1stアルバム「NATURAL」発表。その後もライブ・舞台出演などで活動してきたが、2009年12月31日、日記にて無期限の活動休止を発表。2010年以降、yukaがソロでライブ活動開始。
2012年10月、花*花や植村花菜らとのイベントライブでLes.R音楽活動再開。
2013年5月、映画「ハダカの美奈子」にLes.R本人として出演。劇伴を手がける。8月、「to・re・zo・wa〜time capsule〜」発表。
2014年1月、中山石渠CMソングに使用される。
2015年5月、映画「メイクルーム」主題歌をLes.Rが、Yukaが制作。
2016年、映画「女ヒエラルキー 底辺少女」劇伴担当。9月、映画「メイクルーム2」の劇伴をYukaが担当。11月、世界ボクシング機構 ASIA PACIFICスーパーフライ級タイトルマッチにてYukaがソロで国歌斉唱。12月、平山みきプロデュースのクリスマスコンサートにYukaがソロで出演。
2017年 尼崎市尾浜町に伝わる「名月姫」伝承を歌にした「名月姫ものがたり」を制作。 地域活性化に取り組む。4月、舞台「海街diary」新国立劇場にて生演奏。舞台で使われた楽曲13曲中12曲はLes.Rの楽曲。9月に新宿・紀伊國屋ホールにて再演。8月、「名月姫ものがたり」を引っ提げ、大阪HEP HALLでワンマンライブ。舞台「夕凪の街・桜の国」の主題歌「夕凪の街」と「桜の国」の2曲を書き下ろす。
2018年より3期連続にてYOSA PARKのCM楽曲制作を担当。1月 JA大阪農業組合テーマソング「フレッシュ・クラブへGO!!!～サンバVer. ～」を制作。
2019年2月、舞台「嫌われ松子の一生」の楽曲制作担当。8月、映画「残念なアイドルはゾンビメイクがよく似合う」劇伴をYukaが担当。
2021年5月 映画「北風アウトサイダー」劇伴をYukaが担当。主題歌「あなたへ〜北風にのせて〜」をLes.Rが制作。
2022年3月新宿御苑シアターサンモール、4月大阪ABCホールにて、舞台「海町diary」の再々公演にLes.Rとして出演。9月、映画「俺と◯◯◯すれば売れる」劇伴を制作。劇中歌「チュチュチュ」と「シンデレラストーリー」はLes.Rの楽曲。映画「向田理髪店」の劇伴を手掛ける。

## ディスコグラフィー

### シングル
1. 赤い糸（2004年8月25日）オリコン63位
  1. 赤い糸[4:30]
作詞：Sumika／作曲：Yuka／編曲：松浦晃久
毎日放送・TBS系列ドラマ30『虹のかなた』主題歌
  2. 聞こえない片想い[4:48]
作詞：Sumika／作曲：Yuka／編曲：松浦晃久
  3. 赤い糸 (Instrumental)[4:29]
2. 恋しくて…。（2004年11月3日）オリコン193位
  1. 恋しくて…。[4:59]
作詞：Sumika／作曲：Yuka／編曲：林有三
テレビ東京系アニメ『SDガンダムフォース』エンディングテーマ
  2. 大地[5:23]
作詞：Sumika／作曲：Yuka／編曲：林有三
  3. 恋しくて…。 (Instrumental)[4:56]
3. 卒業（2005年2月23日）
  1. 卒業[4:32]
作詞：Sumika／作曲：Yuka／編曲：林有三
  2. さくらのころ[4:48]
作詞：Sumika／作曲：Yuka／編曲：林有三
  3. Everyday[3:57]
作詞：Sumika／作曲：Yuka／編曲：林有三
ABC・テレビ朝日系『朝だ!生です旅サラダ』エンディングテーマ
  4. 卒業 (Instrumental)[4:31]
4. 恋の魔法（2005年7月27日）
  1. 恋の魔法[5:06]
作詞：Sumika／作曲：山口寛雄／編曲：河野伸
TBS系『噂の!東京マガジン』エンディングテーマ
  2. 赤い糸 (Acoustic Ver.)[3:56]
作詞：Sumika／作曲：Yuka／編曲：佐々木聡作・福田真一郎
  3. 恋の魔法 (Instrumental)[5:05]

### アルバム
インディーズ
1. to・re・zo・wa1（2000年）ミニ・アルバム
2. to・re・zo・wa2（2001年11月7日）ミニ・アルバム
3. to・re・zo・wa3（2002年8月1日）ミニ・アルバム
4. to･re･zo･wa～time capsule ～(2013年)ミニ・アルバム
5. 名月姫ものがたり(2017年)

メジャー
1. Natural（2005年9月7日）
  1. 赤い糸[4:28]
作詞：Sumika／作曲：Yuka／編曲：松浦晃久
  2. さくらのころ[4:47]
作詞：Sumika／作曲：Yuka／編曲：林有三
  3. 恋しくて…。 (Acoustic Ver.)[5:04]
作詞：Sumika／作曲：Yuka
  4. 恋の魔法[5:05]
作詞：Sumika／作曲：山口寛雄／編曲：河野伸
  5. Everyday[3:56]
作詞：Sumika／作曲：Yuka／編曲：林有三
  6. 大地[5:19]
作詞：Sumika／作曲：Yuka／編曲：林有三
  7. 恋しくて…。[4:57]
作詞：Sumika／作曲：Yuka／編曲：林有三
  8. 聞こえない片想い[4:43]
作詞：Sumika／作曲：Yuka／編曲：松浦晃久
  9. 卒業[4:32]
作詞：Sumika／作曲：Yuka／編曲：林有三
  10. このまま[3:00]
作詞：Sumika／作曲：Yuka

### 参加作品
1. 『SDガンダムフォース オリジナル・サウンドトラック+』（2004年12月1日）
48.恋しくて…。（TV ver.）
2. 『GUNDAM SONGS 145』（2010年2月24日）
10-16.恋しくて…。